# ザ・ロンリー・アイランド
ザ・ロンリー・アイランド (The Lonely Island) とは、コメディ俳優アンディ・サムバーグを中心に結成された3人組コメディグループであり、彼らは幼馴染同士である。
アメリカ合衆国の伝説的コント番組『サタデー・ナイト・ライブ』にグループとして2005年から2011年まで出演していた経験があり、この番組をきっかけに一躍人気グループとなった。2011年以降はサムバーグのみが番組に残ったが、2012年にはサムバーグも番組を降板した。
ヒップホップミュージックを基軸とした楽曲製作を主に行っており、これまでに2枚のアルバムをリリースしている。そのうち、2011年発表の『Turtleneck & Chain』は、全米ビルボード200にて初登場3位を記録するなど、音楽面での評価も非常に高い。
これまでに、マイケル・ボルトンやリアーナ、レディ・ガガらとも共演した。全体的に歌詞は下ネタが中心だが、それとは対照的な非常にハイクオリティな楽曲に人気が集まっている。特にエイコンをフィーチャーした楽曲「I Just Had Sex」はYouTubeでの総再生回数が一億回を超えており、世界的に影響力を持つ代表曲である。

## メンバー
- アンディ・サムバーグ (Andy Samberg)

生年月日：1978年8月18日（46歳）
アメリカのコメディ俳優。2005年から伝説的コント番組『サタデー・ナイト・ライブ』に出演し、2012年に降板した。
グループ内では最も多くの楽曲に参加している。
3人の中では一番声が渋くて低い。ラップパートだけでなくコーラスパートを担当することもある。
- アキヴァ・シェイファー (Akiva Schaffer)

生年月日：1977年12月1日（47歳）
『サタデー・ナイト・ライブ』の元作家。映画監督としても活動している。
3人の中で最も声が高く、それを生かした非常にユニークなラップが持ち味である。
- ヨーマ・タコンヌ (Jorma Taccone)

生年月日：1977年3月19日（47歳）
アメリカのコメディ作家、俳優。2005年から2014年まで『サタデー・ナイト・ライブ』で出演者兼作家として活動した。

## 略歴
2007年8月3日、ザ・ロンリー・アイランドが出演するコメディー映画『ホット・ロッド/めざせ!不死身のスタントマン（Hot Rod）』が公開された。
2009年2月10日、デビューアルバム『Incredibad』をリリースし、全米ビルボード200で初登場13位を記録する。現在までに累計で24万枚以上を売り上げており、2009年度のラップアルバムの総売り上げでは総合8位となった。
2010年夏、タコンヌが『サタデー・ナイト・ライブ』を降板する。ただし、2014年までのシーズンでは制作に関わることもあった。
2011年5月10日、セカンドアルバム『Turtleneck & Chain』をリリースし、全米ビルボード200では前作を大幅に上回る初登場3位を記録した。

## 音楽性
3人全員がラップするビースティ・ボーイズのようなスタイルを基本とする。しかし、すべての楽曲に3人全員が登場しているわけではない。大物歌手をメインヴォーカルとしてフィーチャーし、ラップ部分をアンディ、もしくは他の2人が担当するといった楽曲も多い。
全体的に電子ビートやシンセサイザーを用いたデジタルサウンドにラップを乗せるスタイルが多く、巷でいわゆる「クランク」と呼ばれる音楽性に近い部分がある。
また、ほぼすべての歌詞に下品で卑猥なワードが含まれているため、これまでにリリースされたアルバムにはすべて「ペアレンタル・アドバイザリー」の烙印が押されている。

## ディスコグラフィ

### アルバム
| 発売日        | タイトル           | 販売レーベル       | 全米ビルボードアルバムチャート最高位 | ゴールド等認定/セールス |
| 2009年2月10日 | Incredibad         | Universal Republic | 13位                                 | 35万8000枚              |
| 2011年5月10日 | Turtleneck & Chain | Universal Republic | 3位                                  | 21万5000枚              |
| 2013年6月11日 | The Wack Album     | Universal Republic | 10位                                 | 2万8000枚               |

### 映画
- ホット・ロッド/めざせ!不死身のスタントマン（Hot Rod） - 2007年にシェイファーが監督したコメディ映画。日本劇場未公開。サムバーグが主演で、タコンヌも助演している。
- 俺たちポップスター（Popstar: Never Stop Never Stopping） - 2016年にシェイファーとタコンヌが監督を務めたコメディ映画。日本では2017年に劇場公開。サムバーグ、シェイファー、タコンヌの3人が主演している。
- ブリグズビー・ベア（Brigsby Bear） - 2017年に3人が製作を務めたコメディ映画。日本では2018年に劇場公開。サムバーグは出演もしている。
- パーム・スプリングス（Palm Springs） - 2020年に3人が製作を務めたロマンティック・コメディ映画。日本では2021年に劇場公開。サムバーグは主演も務めた。